# Nálepkovo
Nálepkovo – wieś (obec) na Słowacji położona w kraju koszyckim, w powiecie Gelnica. Pierwsze wzmianki o miejscowości pochodzą z roku 1290.
We wsi jest stacja kolejowa Nálepkovo.
Według danych z dnia 31 grudnia 2012, wieś zamieszkiwało 3110 osób, w tym 1550 kobiet i 1560 mężczyzn.
W 2001 roku rozkład populacji względem narodowości i przynależności etnicznej wyglądał następująco:
- Słowacy – 70,79%
- Czesi – 0,08%
- Niemcy – 0,5%
- Romowie – 27,61%
- Węgrzy – 0,27%

Ze względu na wyznawaną religię struktura mieszkańców kształtowała się w 2001 roku następująco:
- Katolicy rzymscy – 90,18%
- Grekokatolicy – 2,93%
- Ewangelicy – 1,9%
- Prawosławni – 0,42%
- Ateiści – 2,74%
- Nie podano – 1,83%